# 阿萨勒湖
阿萨勒湖（阿拉伯语：‎ ）也作阿沙爾湖，是非洲吉布提中部火山口湖、盐湖與內流湖，面积54平方公里，湖面水位于海平面以下155米，為非洲最低点。阿萨勒湖因蒸發量大，湖水盐度高达34.8%，是地球上湖水盐度最高的湖泊之一（仅次于南极洲唐胡安池及衣索匹亞嘎特嘞池）。湖水主要靠地下水补给，这些地下水与附近海湾的海水相通。

## 圖片集

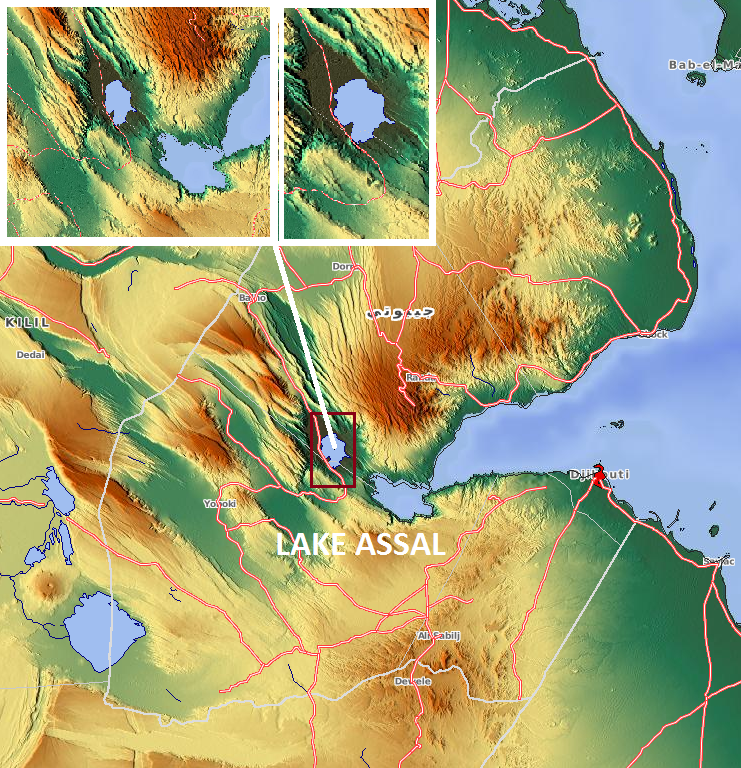
阿薩勒湖的地形圖
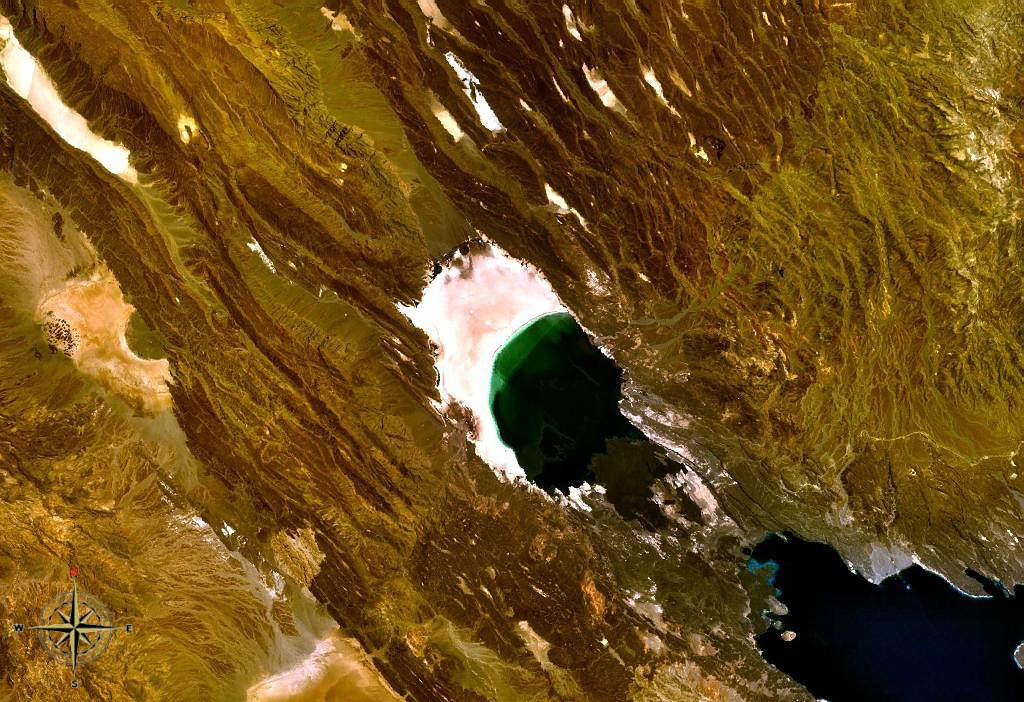
NASA 衛星圖
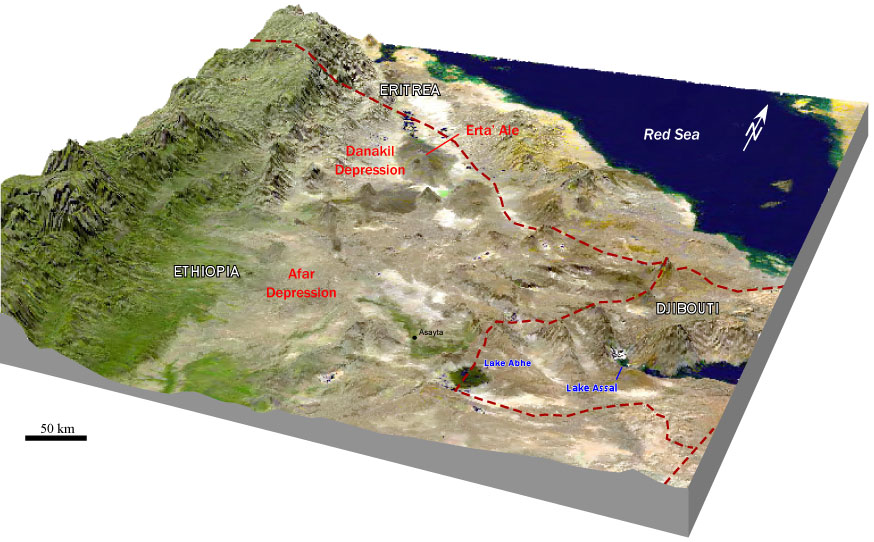
衛星紋理透視圖
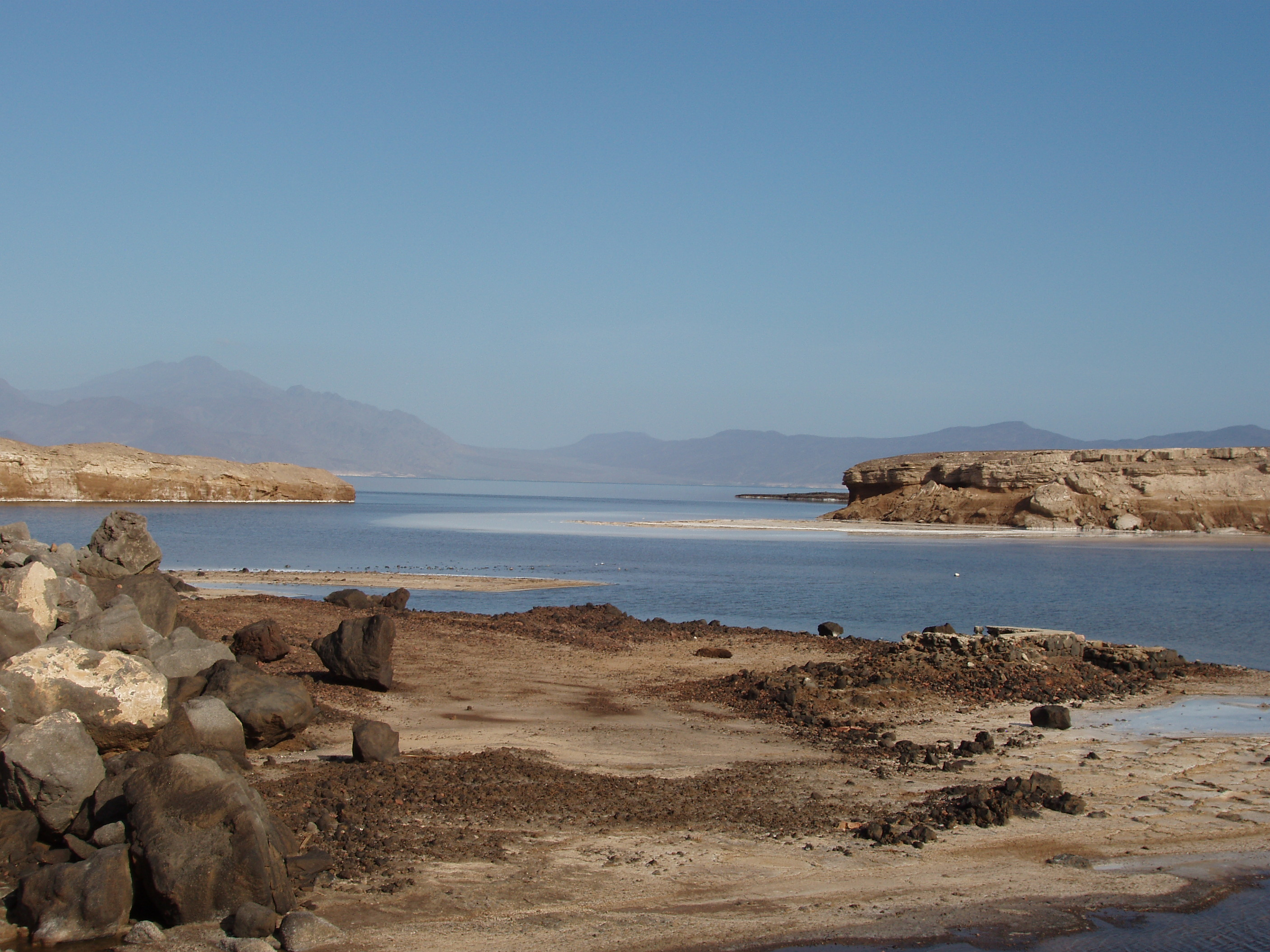
阿薩勒湖
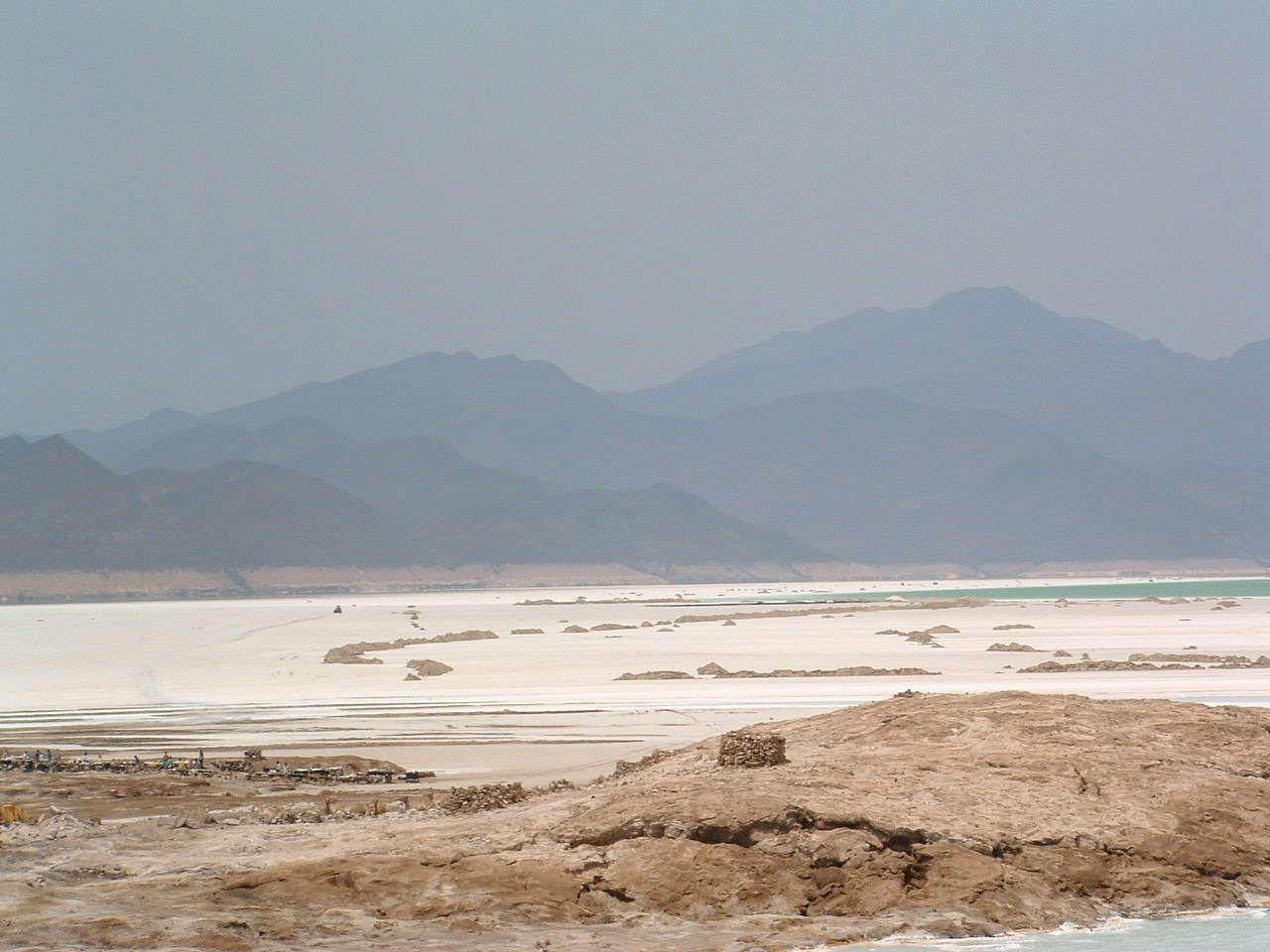
阿薩勒湖的鹽地
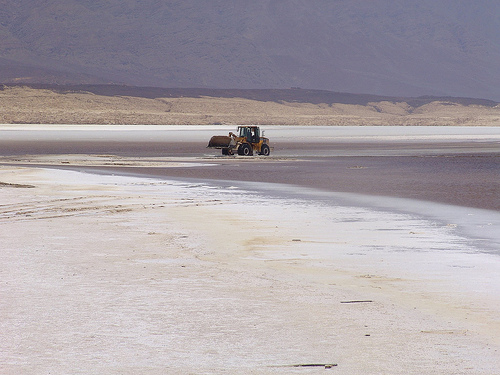
阿薩勒湖的採鹽
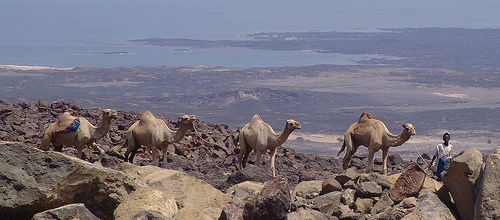
阿薩勒湖的商隊
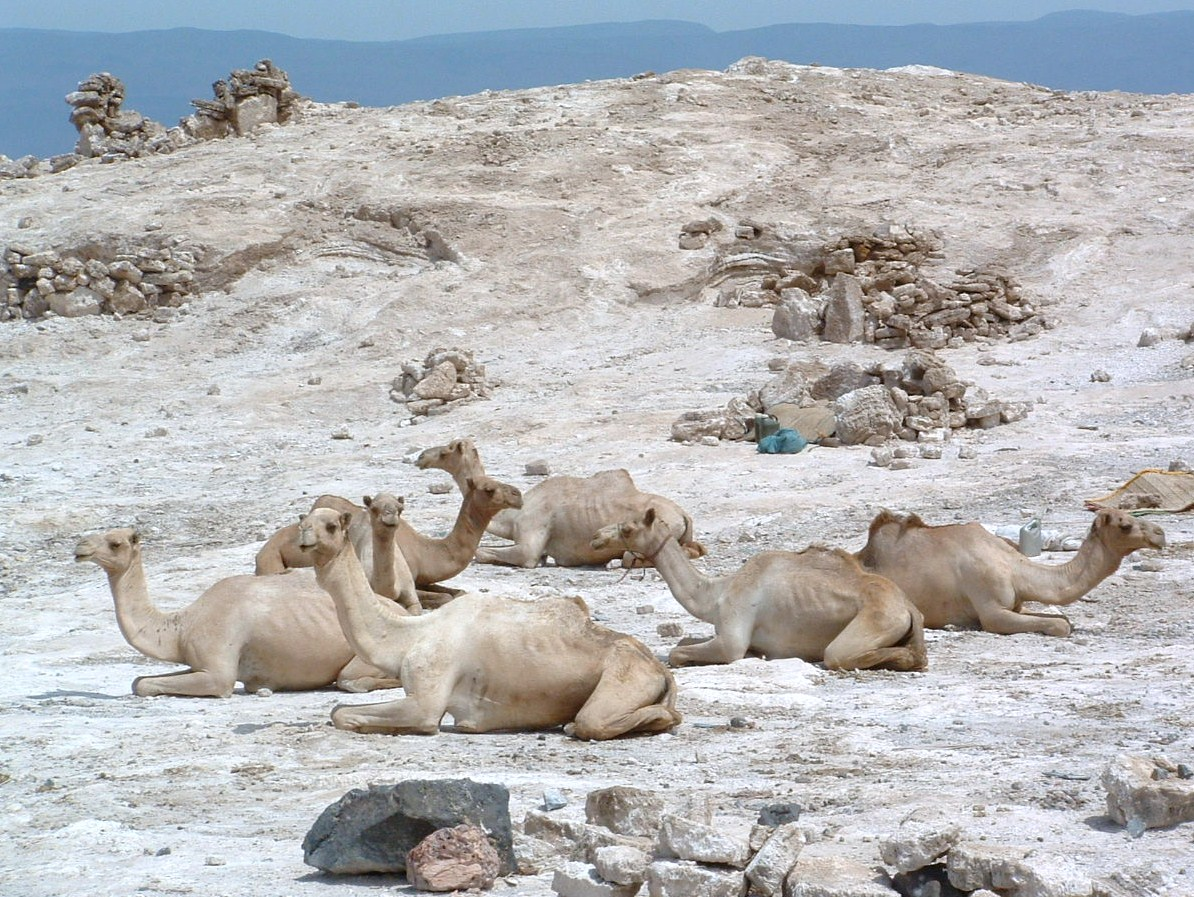
阿薩勒湖邊的駱駝
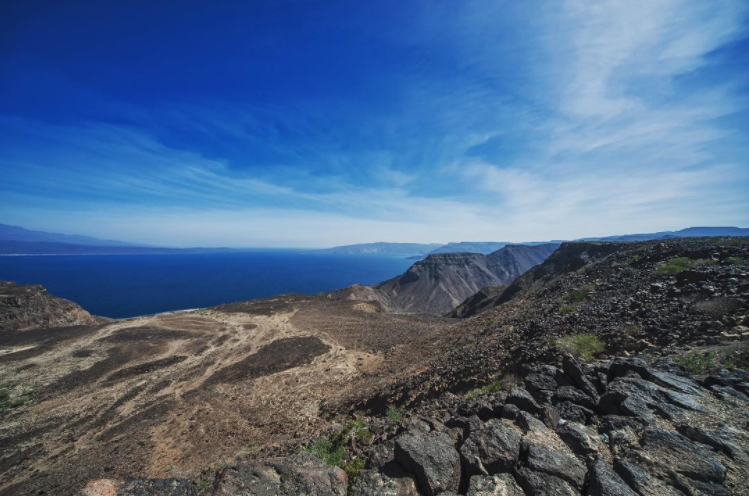
阿薩勒湖的水源 Ghoubbet-el-Kharab（英语：Ghoubbet-el-Kharab）
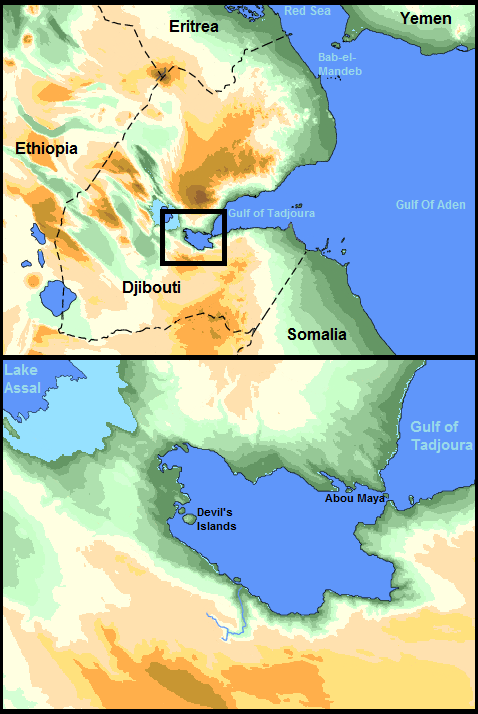
阿薩勒湖附近的海灣 Ghoubbet-el-Kharab 地圖